# فيينا (جورجيا)
فيينا (بالإنجليزية: Vienna, Georgia)‏ هي مدينة تقع في مقاطعة دوولي بولاية جورجيا في الولايات المتحدة. تبلغ مساحة هذه المدينة 13.6 (كم²)، وترتفع عن سطح البحر 101 م، بلغ عدد سكانها 2973 نسمة في عام 2010 حسب إحصاء مكتب تعداد الولايات المتحدة.

## أعلام
- جيمي تورنر
- كال دانيلز
- فنسنت شيرمان

## وصلات خارجية
- Cities & Counties - Georgia.gov